# SHARPワールドクイズ・カンカンガク学
『SHARPワールドクイズ・カンカンガク学』（シャープワールドクイズ・カンカンガクがく）は、1984年4月6日から1985年6月28日まで日本テレビ系列局で放送されていた日本テレビ製作のクイズ番組である。シャープの一社提供。放送時間は毎週金曜 22:00 - 22:51 （日本標準時）。

## 概要
同局の『行列のできる法律相談所』(2002年スタート）に先駆けて法律をテーマにしていた番組で、世の中の身近な法律と世界のユニークな法律・習慣をクイズ形式で紹介。日企と日テレアックスオンが制作協力をしていた。
法律をテーマにしたバラエティ番組は、当時としては画期的なことだった。スタート当初は、生放送で解答者にはタレントのほか現役の法学部在籍の大学生が出演していたがのちに事前収録となり大学生の出演は廃止された。
番組中期からは、番組の中心が法律から世界のルールとマナーが中心となった。同時に個人対抗からペア対抗に変更した。　　　　　　　　　　　　　
スタート当初は、結果発表が『クイズ面白ゼミナール』(NHK総合）のようにファイルを持って結果を伝えたり中期以降は、『なるほど！ザ・ワールド』(フジテレビ）や『世界まるごとHOWマッチ』(毎日放送）と構成が似ているなど他局の人気番組の模倣であるという指摘が放送当時から寄せられていた。
無名時代の日髙のり子がレポーターとして出演。中継先で鹿に蹴られる、熊に襲われるなど体を張った過酷なロケをこなしていた。
同時間帯の『金曜ドラマ』(TBS) や『必殺仕事人』(朝日放送）に大きく水をあけられ1年3か月で終了した。
1959年スタートの『シャープクライマックス 人生はドラマだ』以来、24年振り同局のシャープの一社提供による1時間番組だったが1955年スタートの『のり平のテレビ千一夜』(主演：三木のり平）以来、途中の中断をはさみながら続いてきた同局のシャープの一社提供番組はこの番組が最後となった。
法律をテーマとしたバラエティ番組は、放送が終了した1985年には、2022年まで放送された『バラエティー 生活笑百科』(NHK大阪放送局）があり2001年には『ザ・ジャッジ！～得する法律ファイル』、2004年には『ザ・ジャッジEX』（いずれもフジテレビ）でも行われた。一方、世界のルールやマナーをVTRで紹介しながらクイズに答える番組は、1990年に『世界の常識・非常識！』(フジテレビ）でも行われた。さらに現役の大学生がレギュラー解答者としてクイズに参加するクイズ番組は、2017年にスタートし2024年まで放送された『東大王』(TBS)でも行われていた。
神奈川県横浜市にある放送ライブラリーには、この番組の初回の記録映像が保存されている。
同局で1987年スタートした『ワールドクイズ ザ・びっくり地球人！』との関係は、特にない。また、テレビ朝日で2013年にスタートした『侃侃諤諤』も全く関係ない。
22:51で番組が終了しているがこれは、この番組が終了した後引き続きミニ番組を放送するためである。1984年4月から12月までは、プロ野球選手の背番号にまつわるエピソードを取り上げた『背番号』（ロッテの一社提供）、1985年1月から1986年3月までは、絵画や彫刻の製作や手仕事にスポットを当てた『手の心』（ヤナセの一社提供）をそれぞれ放送した。なお、『手の心』は1985年10月からは、月曜 22:51に移動した。
放送開始日の同時間帯には、『首都圏』(NHK総合） も関東地方でスタート。タイトルを『特報首都圏』に変え放送日時、キャスターを変えて2017年3月まで実に33年間続いた。

## 出演者

### 司会
- 桂三枝（現・6代目桂文枝）
- 木村優子（当時日本テレビアナウンサー） - 初期の出演者。
- 松川裕美 - 中期以降の出演者。

### アシスタント
- 国丸明子
- 松永琴

### コメンテーター（顧問）
- 円山雅也（弁護士）

### 解答者
- 浜美枝（スタート当初のレギュラー解答者）
- 高橋三千綱（同上）
- 池田満寿夫・佐藤陽子
- 山田邦子
- 谷隼人
- 桂文珍
- C・W・ニコル
- 宍戸錠
- ウエルフ・ウェイクリー（スタート当初のレギュラー解答者。カナダの弁護士）
- ジェフ・バーグランド
- ジェフ・スミス
- ヨネスケ
- 斉藤ゆう子
- 矢崎滋
- 神保美喜
- 所ジョージ
- 田治ゆり子（スタート当初のレギュラー解答者。放送当時上智大学法学部に在籍していた。）[5][6][7]
- 渡辺徹（第1回のゲスト解答者）
- 中原理恵（同上）
- 小森和子（同上）
- 田崎潤（同上）
- ほか

### 出題ナレーター
- 村越伊知郎 - 初期の担当者。
- なべおさみ - 中期の担当者。
- 山田康雄 - 末期の担当者。

## ルール

### 初期
8人の解答者による個人戦（後に7人に変更）。
番組前半に行われていたのは法律クイズで、弁護士の円山雅也が解説役で参加していた。解答者がYES（有罪）とNO（無罪）のエリアにそれぞれ別れて討論をした後、円山が正解を発表するという形式で進行していた。第1問のシンキングタイム前には、三枝の「カンカンガク学大法廷、開廷!」という決め台詞があった。同じく円山が担当する「お葉書相談クイズ」もYESかNOかで答える二者択一形式だった。
番組後半に行われていたのはVTRを見ての筆記問題で、1問正解につき1点が与えられていた。
トップ賞獲得者には当初は六法全書が贈られていたが、後に週替わりの賞品になり、六法全書は最下位獲得者に贈る賞品になった。全問正解者にはヨーロッパ旅行が贈られていた。

### 中期・末期
2人1組の解答者4チームによる対抗戦で、番組後半のみで行われていた筆記問題を通して行うようになった。中期以降は1問正解につき10点が与えられていた。また、番組の途中でボーナスクイズが行われていたが、ここで出される問題はかなりの難問で20点が与えられていた。ラストクイズでは30点に跳ね上がった。
トップ賞獲得者には週替わりの賞品が贈られていた。また、全問正解で100点満点になると世界一周旅行が贈られた（1回だけ達成した例あり）。また、「お葉書相談クイズ」用の問題を投稿して採用された投稿者には、スポンサーのシャープから記念品がプレゼントされた。
またエンディングでは、CM明けと提供クレジットとの間に次回放送分の解答者紹介を交え、その中から次回の放送でどのチームが優勝するのかを視聴者に予想してもらうクイズを出題していた。このクイズで見事に的中した応募者には、抽選で1組にグアムペア旅行をプレゼントしていた。
最終回のラストクイズは国内からの出題で、「尾張の国で終わり!!」と称して番組を締めくくった。

## ネット局
特記の有るもの以外の放送時間は全て、金曜 22:00 - 22:54、同時ネット
- 日本テレビ（制作局）
- 札幌テレビ[8]
- 青森放送[9]
- 秋田放送[9]
- 山形放送：土曜 12:00 - 12:51
（当時金曜22:00枠でTBSの『ナショナル劇場』の遅れネットを行っていたため、14時間遅れ放送[10]）
- ミヤギテレビ[11]
- 福島中央テレビ[11]
- テレビ新潟[12]
- 北日本放送[13]
- 北陸放送（TBS系列）：土曜 12:00 - 12:54
（1984年4月7日スタート[14]。石川県は当時日本テレビ系列局が無かったため、山形放送と同じく14時間遅れ放送[15]）
- 福井放送[13]
- 信越放送（TBS系列）：土曜 13:00 - 13:54[16]
- 山梨放送[17]
- 静岡第一テレビ[17]
- 中京テレビ[18]
- よみうりテレビ[19]
- 日本海テレビ[20]
- 西日本放送[21]
- 広島テレビ[21]
- 山口放送[22]
- 四国放送[23]
- 南海放送[22]
- 高知放送[22]
- 福岡放送[24]
- テレビ長崎（当時フジテレビ系列、日本テレビ系列のクロスネット局）：土曜 13:00 - 13:54[24]
- 熊本県民テレビ[24]
- テレビ大分（当時フジテレビ系列、日本テレビ系列、テレビ朝日系列のトリプルクロスネット局）：土曜 12:00 - 12:54[22]
- テレビ宮崎（フジテレビ系列、日本テレビ系列、テレビ朝日系列のトリプルクロスネット局）：土曜 12:00 - 12:54[25]
（日本テレビ系列においては、NNNに加盟しているがNNSには非加盟）
- 鹿児島テレビ（当時フジテレビ系列、日本テレビ系列のクロスネット局）[25]
- 琉球放送（TBS系列）：日曜 10:00 - 10:55[26]

## 補足

### シャープ以外のスポンサーCMに関して
カウキャッチャーとしてKINCHOのCMが1コマ（30秒）、ヒッチハイクとしてブラザー工業と日本船舶振興会のCMが1コマずつ（それぞれ30秒）流れていた。

### 番組タイトルについて
番組開始前に挙げられていた仮の番組タイトルは「SHARP クイズ・罪と罰」だった。

### テーマ曲
サーカスが歌唱する「スターダストの海」を使用。この曲は当初はオープニングテーマに使われていたが、1984年7月のテコ入れと同時にエンディングに回され、替わって前田憲男作曲の迫力のあるアップテンポな曲がオープニングで掛かるようになった。